# Fay Wray
Fay Wray (Cardston, 15 de setembro de 1907 — Nova Iorque, 8 de agosto de 2004) foi uma atriz canadense.

## Biografia
Nascida Vina Fay Wray em 15 de setembro de 1907, a canadense se mudou com os pais e os cinco irmãos para os Estados Unidos quando tinha três anos. Ainda na adolescência, em 1923, começou a participar como figurante de diversas produções. Cinco anos depois, ganhou seu primeiro papel de destaque, em The Wedding March. Na década seguinte, a já experiente Fay estrelou vários filmes de terror, como The Vampire Bat e Doctor X, e ganhou o título “Rainha do Grito de Hollywood” (décadas antes de Jamie Lee Curtis).
Em 1933, veio o papel que marcou sua carreira: Fay foi parar no topo do Empire State Building nas mãos de King Kong. Ela era Ann Darrow, uma atriz desempregada que acompanhava uma expedição à ilha da Caveira, onde o enorme gorila Kong é encontrado e capturado. O animal desenvolve uma afeição pela jovem, o que leva ao triste final, quando ele é abatido.
Apesar de ter vivido diversos personagens e contracenado com ícones do cinema, como Gary Cooper e Spencer Tracy, a atriz ficou marcada como a eterna mocinha em perigo. “Costumava me ressentir de King Kong”, disse, em uma entrevista de 1963. “Mas não luto mais contra ele. Eu entendi que é um clássico e fico feliz de estar associada a ele”. Em sua autobiografia, ela confessa que, sempre quando chega em Nova York e vê a beleza imponente do Empire State, algo agradável acontece: “Meu coração bate um pouco mais rápido”.
Depois de seu segundo casamento, em 1942, Fay deixou a carreira artística, retomando-a em 1953. Pouco depois, ela passou a trabalhar apenas na televisão, fazendo participações em seriados. Em 1980, ela atuou ao lado de Henry Fonda em As Trombetas de Gideão, longa televisivo que oficializou o fim de sua carreira.
Em paz, no seu apartamento em Manhattan, Fay Wray deixou três filhos, uma longa obra no cinema e a inesquecível imagem da frágil dama nas mãos de Kong, o gorila apaixonado. Não só ele, mas milhões de espectadores.

## Filmografia
- Gideon's Trumpet (1980) (TV)
- Dragstrip Riot (1958)
- Summer Love (1958)
- Tammy and the Bachelor (1957)
- Crime of Passion (1957)
- Rock, Pretty Baby (1956)
- Hell on Frisco Bay (1955)
- Queen Bee (1955)
- The Cobweb (1955)
- Small Town Girl (1953)

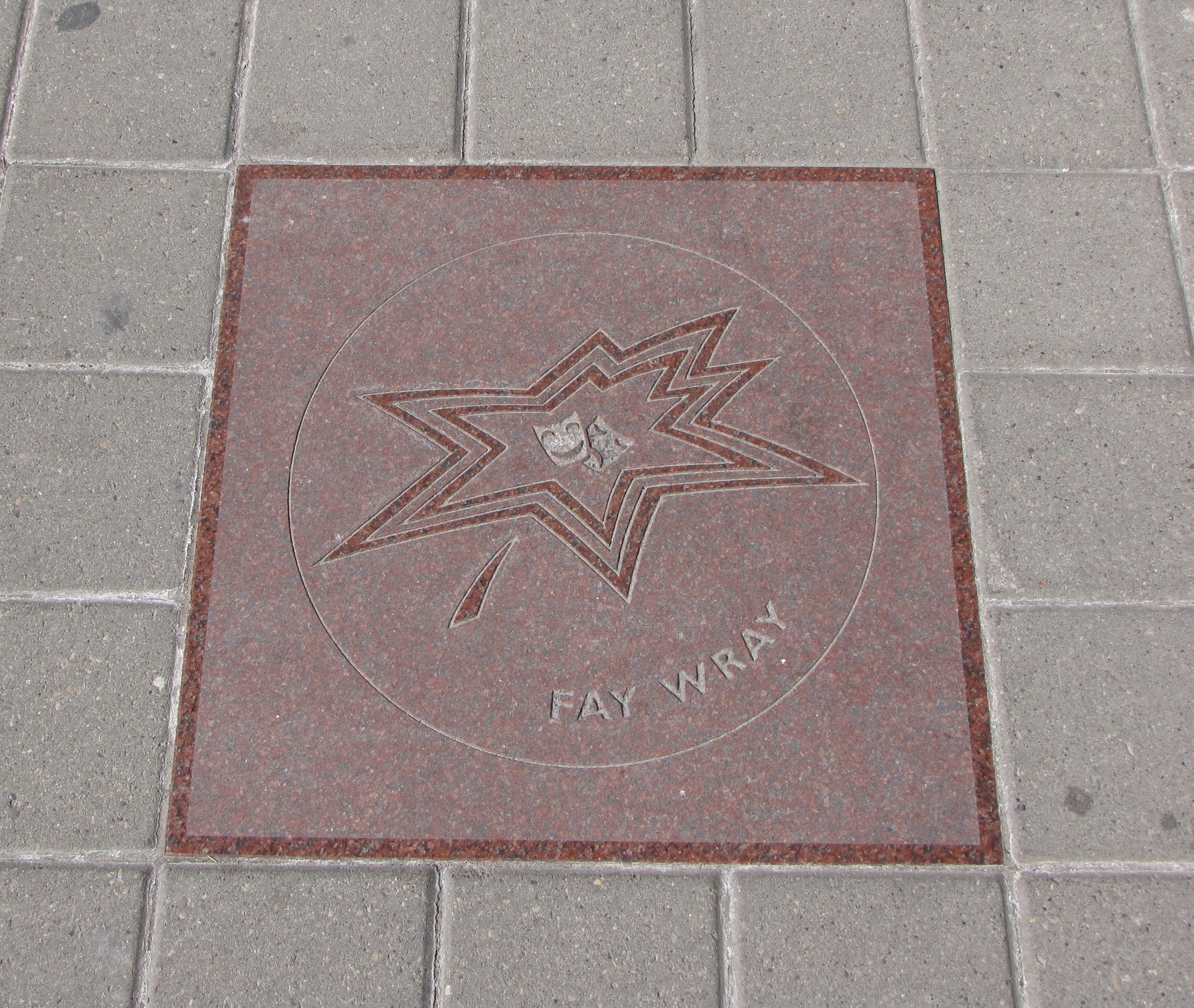
Estrela de Fay Wray na Calçada da fama do Canadá.

- Treasure of the Golden Condor (1953)
- Not a Ladies' Man (1942)
- Adam Had Four Sons (1941)
- Melody for Three (1941)
- Wildcat Bus (1940)
- Navy Secrets (1939)
- Smashing the Spy Ring (1939)
- The Jury's Secret (1938)
- Murder in Greenwich Village (1937)
- It Happened in Hollywood (1937)
- They Met in a Taxi (1936)
- Roaming Lady (1936)
- When Knights Were Bold (1936)
- White Lies (1935)
- Come Out of the Pantry (1935)
- Bulldog Jack (1935)
- Mills of the Gods (1934)
- Woman in the Dark (1934)
- Cheating Cheaters (1934)
- The Richest Girl in the World (1934)
- The Affairs of Cellini (1934)
- Black Moon (1934)
- Viva Villa! (1934)
- Once to Every Woman (1934)
- The Countess of Monte Cristo (1934)
- Madame Spy (1934)
- The Clairvoyant (1934)
- Master of Men (1933)
- The Bowery (1933)
- One Sunday Afternoon (1933)
- The Big Brain (1933)
- Shanghai Madness (1933)
- The Woman I Stole (1933)
- Ann Carver's Profession (1933)
- Below the Sea (1933)
- King Kong (1933)
- Mystery of the Wax Museum (1933)
- The Vampire Bat (1933)
- The Most Dangerous Game (1932)
- Doctor X (1932)
- Stowaway (1932)
- The Unholy Garden (1931)
- The Lawyer's Secret (1931)
- The Finger Points (1931)
- Dirigible (1931)
- Three Rogues (1931)
- The Conquering Horde (1931)
- Captain Thunder (1930)
- The Sea God (1930)
- The Border Legion (1930)
- The Texan (1930)
- Paramount on Parade (1930)
- Behind the Make-Up (1930)
- Pointed Heels (1929)
- The Four Feathers (1929)
- Thunderbolt (1929)
- The Wedding March (1928)
- The First Kiss (1928)
- Street of Sin (1928)
- The Legion of the Condemned (1928)
- The Honeymoon (1928)
- Spurs and Saddles (1927)
- A One Man Game (1927)
- Loco Luck (1927)
- Lazy Lightning (1926)
- The Show Cowpuncher (1926)
- The Saddle Tramp (1926)
- The Wild Horse Stampede (1926)
- Don't Shoot (1926)
- The Man in the Saddle (1926)
- Don Key (Son of Burro) (1926)
- One Wild Time (1926)
- Should Sailors Marry? (1925)
- Moonlight and Noses (1925)
- A Lover's Oath (1925)
- Your Own Back Yard (1925)
- Unfriendly Enemies (1925)
- No Father to Guide Him (1925)
- Madame Sans Jane (1925)
- Chasing the Chaser (1925)
- Thundering Landlords (1925)
- Isn't Life Terrible? (1925)
- What Price Goofy? (1925)
- Sure-Mike! (1925)
- The Coast Patrol (1925)
- Just a Good Guy (1924)
- Gasoline Love (1923)